# Tour de Suisse 1946

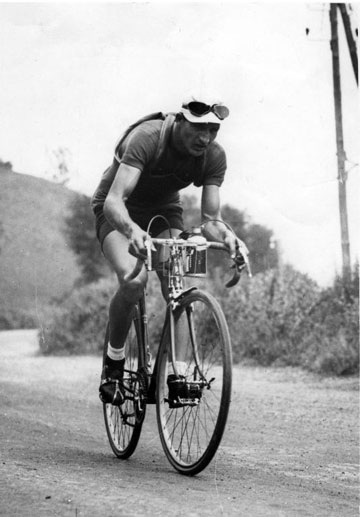
Gino Bartali gewann die Tour de Suisse 1946 und 1947

Die 10. Tour de Suisse fand vom 13. bis 20. Juli 1946 statt. Sie führte über acht Etappen und eine Gesamtdistanz von 1844,9 Kilometern.
Gesamtsieger wurde der Italiener Gino Bartali. Er gewann schon die erste Etappe von Zürich nach Basel und behielt das Führungstrikot bis zum Ziel. Zuletzt betrug sein Vorsprung 16:30 Minuten vor dem Zweiten, Sepp Wagner.
Die Rundfahrt startete in Zürich mit 60 Fahrern, von denen 32 Fahrer ins Ziel – wiederum in Zürich – kamen. Das Schweizer Radsport-Idol Ferdy Kübler war nicht dabei, weil er sich im Sprint des Strassensrennens Zürich-Lausanne einen doppelten Schädelbruch zugezogen hatte.

## Etappen
| Etappe      | Tag      | Start – Ziel        | km    | Etappensieger  | Gesamtwertung |
| ----------- | -------- | ------------------- | ----- | -------------- | ------------- |
| 1. Etappe   | 13. Juli | Zürich – Basel      | 250   | Gino Bartali   | Gino Bartali  |
| 2. Etappe   | 14. Juli | Basel – Morges      | 264,4 | Renzo Zanazzi  | Gino Bartali  |
| 3. Etappe A | 15. Juli | Morges – Murten     | 150,2 | Guy Lapébie    | Gino Bartali  |
| 3. Etappe B | 15. Juli | Murten – Bern       | 145,2 | Josef Wagner   | Gino Bartali  |
| 4. Etappe   | 16. Juli | Bern – Zug          | 201   | Hans Martin    | Gino Bartali  |
| 5. Etappe   | 17. Juli | Zug – Lugano        | 214,8 | Gino Bartali   | Gino Bartali  |
| 6. Etappe B | 18. Juli | Lugano – Arosa      | 189   | Gino Bartali   | Gino Bartali  |
| 7. Etappe   | 19. Juli | Arosa – St. Gallen  | 241,5 | Louis Thiétard | Gino Bartali  |
| 8. Etappe   | 20. Juli | St. Gallen – Zürich | 227,7 | Gino Bartali   | Gino Bartali  |